# 三間正弘

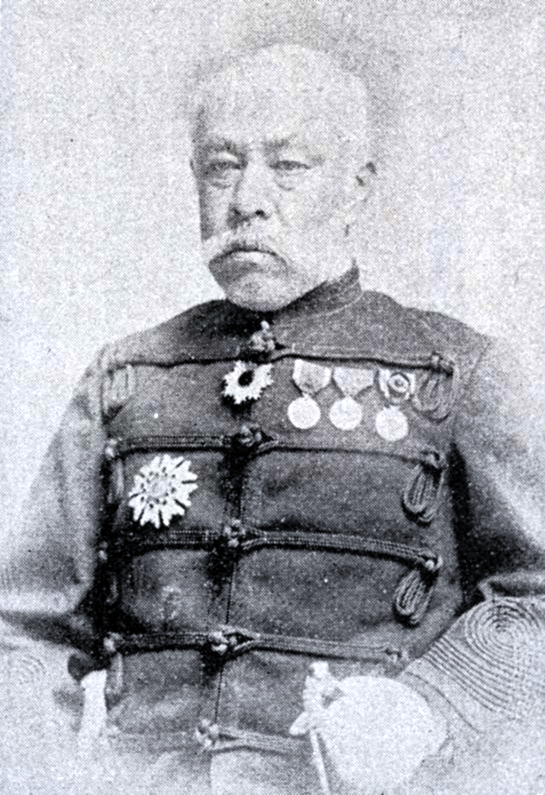
三間正弘

三間 正弘（みつま まさひろ、1836年（天保7年7月） - 1899年（明治32年）6月3日）は、日本の警察官、陸軍軍人、政治家。最終階級は少警視、陸軍大佐。石川県知事。通称、市之進。

## 経歴
長岡藩士の家に生まれる。戊辰戦争に参加。明治3年（1870年）10月、小諸藩大参事となり、明治4年（1871年）11月、廃官。1873年（明治6年）5月、明治政府に文部省10等出仕として入り、同年12月、免出仕となる。1874年（明治7年）2月、警視庁に10等出仕として入り、大警部、権少警視、少警視と昇進。1877年（明治10年）3月、陸軍少佐兼権少警視となり、西南戦争に別働第3旅団参謀として出征した。
1881年（明治14年）3月、憲兵中佐に昇進し東京憲兵隊本部長に就任。1884年（明治17年）10月、憲兵大佐に進級。1889年（明治22年）3月、初代憲兵司令官に着任。
1893年（明治26年）4月から1896年（明治29年）12月まで石川県知事を務めた。1893年9月、後備役となり、同年12月に非職、1897年（明治30年）2月、免官となる。

## 戊辰戦争 八丁沖の戦い
戊辰北越戦争で長岡城奪還（慶応4年5月25日）に至る作戦となった八丁沖を徒渉するアイデアは奥羽越列藩同盟軍総督千坂高雅が三間から「八丁沖に渡れる所があると聞いたことがある」と言われて調べ、見込があると判断したと述べている。
同盟軍の八丁沖を徒渉する作戦は２回実施。第１回目は慶応4年6月22日に長岡藩四個小隊160余人・米沢藩 散兵隊二個小隊・会津藩四番隊半隊長岡が八丁沖を徒渉。三間は徒渉部隊の敵陣上陸の狼煙を合図に、同盟軍陣地の大黒から正面攻撃する部隊（直率一小隊）を指揮。八丁沖徒渉部隊の奇襲攻撃は成功。ただし、周辺地区の新政府軍の反撃で、その後に同盟軍は危機に陥り撤退。大山柏は「同盟軍が辛うじて危地を脱し得たのは、大黒の正面攻撃部隊指揮者三間市之進の適切、勇敢な救援収容によるもので、三間の収容がなかったら恐らく同盟兵は福島北方地区で壊滅的打撃を受けたに相違ない」と記載している。
第２回目は慶応4年7月24日に河井継之助・三間も含め長岡藩兵17小隊、約700名が八丁沖を徒渉。三間は徒渉部隊の第二軍（中軍）を指揮。最も長岡城に近い地点まで潜行し、敵陣への奇襲成功。　翌日(25日)長岡城奪還にも成功。墓は東京谷中霊園。

## 栄典
- 1885年（明治18年）11月19日 - 勲三等旭日中綬章[5]
- 1889年（明治22年）11月29日 - 大日本帝国憲法発布記念章[6]